# Franck Chante
Franck Chante, dit Franck-Chante, né le 31 octobre 1892 à Vallon et mort le 31 juillet 1989 à Vallon-Pont-d'Arc, est un homme politique français qui fut Président du Conseil général de l'Ardèche de 1947 à 1950 et Sénateur de 1948 à 1955.

## Biographie
Né le 31 octobre 1892 à Vallon, Franck Chante est le fils d'Auguste Chante (Industriel) et de Marie-Julie Montchamp. Chante se marie le 10 août 1915 avec Louisa Alix Valladier. Après ses études, le jeune Chante revient à Vallon prendre la suite de son père dans l'industrie et c'est tout naturellement qu'il se lance en politique en étant candidat aux élections législatives de 1924 comme tête de liste des radicaux, mais il est battu. L'année suivante, il est élu au conseil municipal de son village natal dans la majorité du maire SFIO Sully Eldin puis le 26 juillet suivant, il devient conseiller général d'Antraigues (ou il est propriétaire à Juvinas) avec 52,80 % des voix contre 47,20 % pour Louis Faure et Chante garde cette fonction jusqu'au 30 septembre 1973 (avec une interruption de 1940 à 1945). De nouveau candidat lors des législatives de 1932 et de 1936, il échoue à prendre un siège de député et il est même battu au Sénat en 1938. 
Durant la Seconde Guerre mondiale, Franck Chante se retire chez lui à Vallon ou il s'occupe de ses affaires industrielles. De retour en politique en 1945, Franck Chante succède à Marcel Astier à la présidence du conseil général en 1947 et il est ensuite élu sénateur de l'Ardèche le 7 novembre 1948 contre le communiste Édouard Sauvertin mais Chante perd la présidence du département en 1950 à la suite d'une grève des conseillers généraux concernant le régime appliqué à l'Ardèche en matière d'impôts sur les bénéfices agricoles et c'est Joseph Allauzen qui lui succède. 
Il est nommé secrétaire du Conseil de la République le 12 janvier 1954.
Le 19 juin 1955 il est battu de justesse aux sénatoriales par l'ancien député Alphonse Thibon en obtenant 419 voix contre 432 pour Thibon. Tête de liste du Parti Radical lors des élections législatives de 1956 mais sa liste est nettement battu avec un score de 7,40 % et Franck Chante est de nouveau battu lors de sénatoriales de 1959 face à Marcel Molle et Paul Ribeyre. Devenu le doyen du Conseil général de l'Ardèche en 1967, Chante s'oppose à la politique gaulliste et continue de défendre ses idées radicales et c'est tout naturellement qu'il rejoint le MRG quelques semaines avant de quitter la scène politique le 30 septembre 1973 quand le maire d'Asperjoc Louis Berthon lui succède comme conseiller général d'Antraigues. Franck Chante décède chez lui à Vallon-Pont-d'Arc le 31 juillet 1989 à l'âge de 96 ans.

## Détail des fonctions et des mandats
- 10 mai 1925 - 5 mai 1929 : Conseiller municipal de  Vallon
- 26 juillet 1925 - 1940 : Conseiller général d'Antraigues
- 23 septembre 1945 - 30 septembre 1973 : Conseiller général d'Antraigues
- 30 septembre 1947 - 21 août 1950 : Président du Conseil général de l'Ardèche
- 7 novembre 1948 - 19 juin 1955 : Sénateur de l'Ardèche